# A dohányzásról
A dohányzásról 1965-ben bemutatott magyar rajzfilm, amelyet Csermák Tibor írt és rendezett. A zenéjét Kincses József szerezte. A rövidfilm a Pannónia Filmstúdió gyártásában készült. Műfaja ismeretterjesztő.

## Rövid történet
Rövid kultúrtörténeti áttekintés a dohányzás hallatlan ártalmasságáról.

## Alkotók
- Közreműködtek: Bikády György, Hlatky László, Kibédi Ervin
- Írta, tervezte és rendezte: Csermák Tibor
- Zenéjét szerezte: Kincses József
- Operatőr: Harsági István
- Hangmérnök: Bélai István
- Vágó: Czipauer János
- Szakértő: Szám István
- Háttér: Lengyel István
- Rajzolták: Bodri Ferenc, Kiss Ilona, Szombati-Szabó Csaba
- Színes technika: Dobrányi Géza, Kun Irén
- Gyártásvezető: Sárospataki Irén

Készítette a Pannónia Filmstúdió